# Taizō Mikazuki
Taizō Mikazuki (三日月大造 Mikazuki Taizō) és un polític japonés, actualment Governador de Shiga des de 2014 i antic membre del Partit Democràtic.
Mikazuki guanyà les eleccions a governador en juliol de 2014 amb un 46,3 percent dels vots, derrotant el seu oponent, Takashi Koyari, per un marge de 13000 vots.